# Mirina confucius
Mirina confucius là một loài bướm đêm thuộc họ Mirinidae. Nó được tìm thấy ở mountain forests ở miền bắc Việt Nam, miền bắc Thái Lan và tây nam Trung Quốc.